# Raph (pilote automobile)
Pour les articles homonymes, voir Bethenod et Raph.

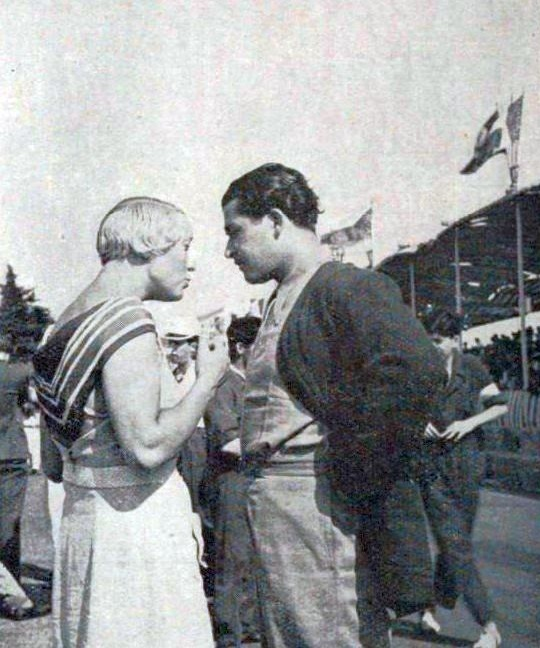
Hellé Nice et Raph, au Grand Prix de Nice 1935.

Jules Raphaël Bethenod, comte de Montbressieux, Varon de Las Casas, dit Raph, né le 8 février 1910 à Buenos Aires et mort le 16 juin 1994 à Neuilly-sur-Marne, est notamment un coureur automobile français.

## Biographie
(décembre 2018).
Il est le fils du comte de Montbressieux, un riche soyeux, et de Mlle de Las Casas, de nationalité argentine, dont il emprunta parfois le nom pour concourir. Il est aussi parent avec l'homme d'affaire Émile Bethenod. 
Il se marie le 25 avril 1931 avec Marguerite Gilbert, artiste de music-hall. Le couple divorce le 23 juin 1959. 
En 1932, il participe déjà aux 24 Heures de Spa, en Belgique, sur Amilcar C6.
Après trois ans de course en catégorie cyclecar sur Amilcar, Salmson et Rally, il s'associe avec Raymond Sommer pour acheter une Alfa Romeo Tipo B P3 pour la saison 1935. À sa première apparition en mai au Grand Prix de Tunisie, il se classe huitième. Il s’ensuit un « malentendu » avec Enzo Ferrari, qui croit qu'ils désirent chacun une voiture alors que les deux pilotes souhaitent partager le même véhicule. "Raph" doit ainsi payer 150 000 FF à Ferrari, pour s'octroyer le droit d'une seconde monoplace.
En 1935, il obtient trois podiums lors de Grand Prix français, mais il ne parvient cependant pas à terminer les 24 Heures du Mans associé à Eddie Hertzberger sur MG Magnette K3 (panne de compresseur). En 1936, il gagne le Grand Prix de France du M.C.F. sur Talbot-Lago T150C, et il termine troisième du 11e Grand Prix du Comminges, l'une de ses courses de prédilection. Il échange alors son Alfa Roméo pour une Maserati V8 RI; faute de résultat significatif à son volant, il la revend, après avoir cependant participé à la Coupe Vanderbilt. Il poursuit alors sa carrière sur  Talbot et Delahaye (troisième des Coupes de Printemps au mois de mai 1937 sur Delahaye 135CS), jusqu’aux 24 Heures du Mans 1937 où, alors victime d'un grave accident pour l'équipe André Embiricos, il reste quasiment paralysé des membres inférieurs durant près de six mois (course avec Nicholas S. Embiricos, sur la Talbot T150C de ce dernier). 

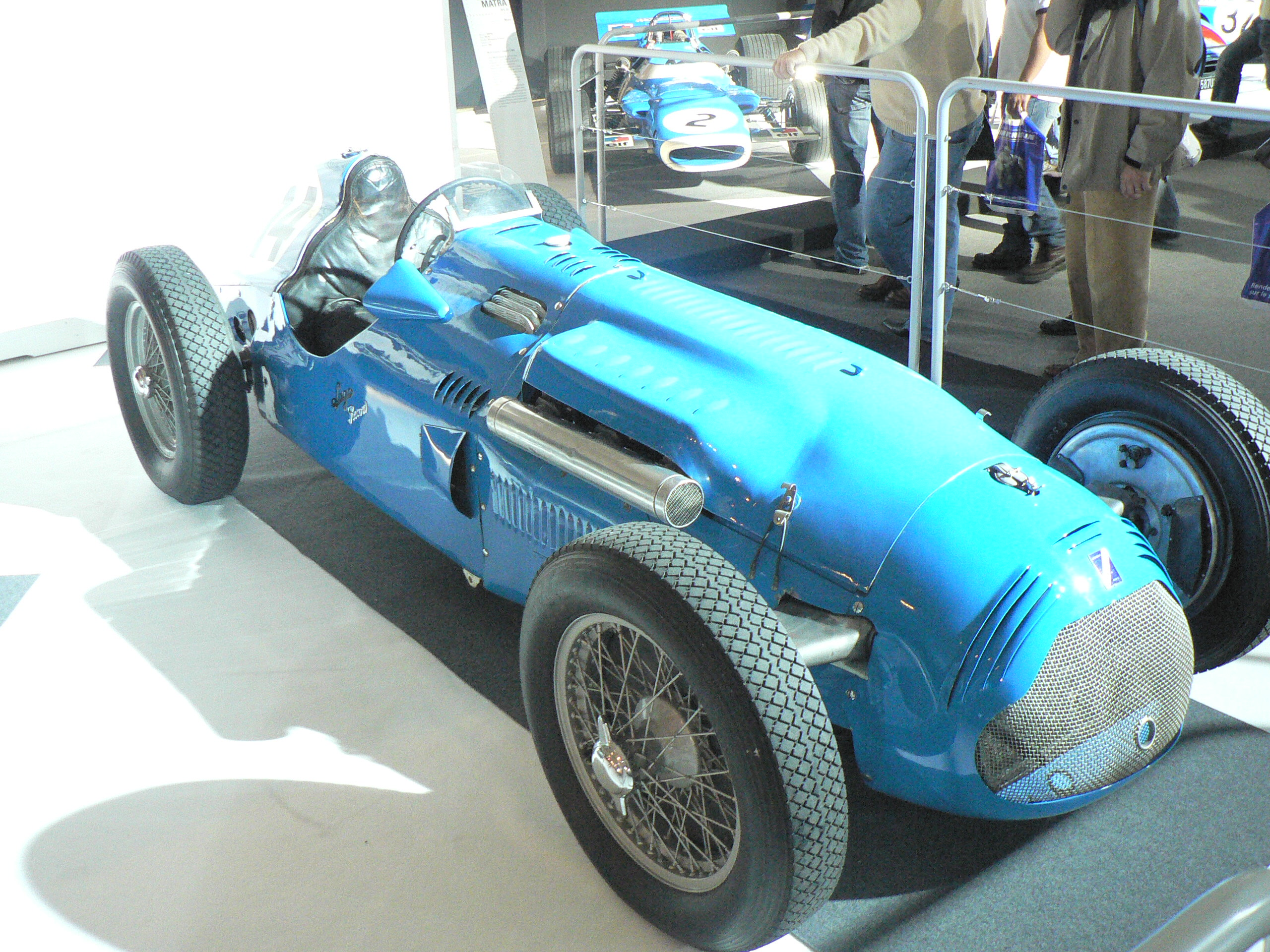
La Talbot-Lago T26C de 1948

En 1938, il rejoint l’équipe Dusio Torino, pour concourir sur une voiturette Maserati, de 1 500 cm3. Il intègre aussi l’Ecurie Bleue de Laury Schell, pour courir sur Delahaye Type 145.
Durant la guerre, une fois rendu à la vie civile il conçoit un véhicule électrique à Cannes, dont il réussira à écouler une quarantaine d'exemplaires, l'Elecraph 225. 
Une fois le conflit mondial achevé, il reprend du service aux Amériques (au volant en 1946 et 1947 d'une Maserati de l’écurie Naphtra Course, notamment). Il dispute des courses de midget en Californie (une victoire à Los Angeles), et il obtient trois podiums probants sur le continent sud-américain, lors du  Grand Prix automobile de Rio de Janeiro (troisième en 1947, deuxième en 1948) et d'un Grand Prix à l'Autodromo José Carlos Pace (deuxième en 1948); auparavant, il tente de se qualifier pour les 500 miles d'Indianapolis 1946 avec pour pilote d'appoint Louis Gérard pour l'Écurie Bleue sur une Maserati 6 cylindres (Raph avait déjà, avant guerre, participé aux États-Unis au "Prix Roosevelt", en 1936 comme dit précédemment, sur le Roosevelt Raceway (en) de Westbury (New York)), et dans l'intervalle il obtient le meilleur temps en course lors du Grand Prix de l'ACF 1947.
Il court occasionnellement en 1948 (deux classements malgré tout pour ses trois apparitions en France, sur Talbot-Lago T26C Spéciale personnelle) et 1949 (à nouveau sur Delahaye, mais également sur Gordini). Il a encore un grave accident, cette fois au circuit albigeois des Planques où il se fracture le crâne le 29 août. Il ne se remettra jamais de ce fait de course, puis il souffrira pour le restant de ses jours de crises d’amnésie. Il revend de fait sa Talbot-Lago Sp. au Brésil lors de sa dernière Temporada en 1950, puis il abandonne définitivement la compétition. 
Désormais en difficulté financière, il devient le chauffeur personnel et homme de confiance de son vieil ami, Maurice Chevalier. À sa mort, il intègre une agence de location de voitures de grand luxe sur la Côte d'Azur, ce qui lui permet de prendre sa retraite en 1984. 
Il meurt à Neuilly-sur-Marne, en 1994.

## Palmarès
1935: 
- 2e GP d’Orléans
- 2e GP de l'U.M.F
- 5e (sélection) GP de la  Marne
- 2e GP de Comminges

1936 (Sport):
- 3e GP du Comminges
- Victoire au GP de France du M.C.F. (Talbot T150C)

1937 (Sport):
- 5e GP de Pau
- 3e Coupes de Printemps, à l'autodrome de Linas-Montlhéry

1938:
- 4e GP de Pau
- 5e  GP de Tripoli (catégorie voiturette)
- 2e Targa Florio (catégorie voiturette)

1939: 
- 5e GP d’Allemagne

1946:
- Victoire au GP de Nantes

1947:
- 3e GP de Rio de Janeiro

1948:
- 5e GP de l'ACF
- 2e GP d'Interlagos
- 2e GP de Rio de Janeiro
- 2e GP du Comminges